# Жокаргы Кенес
Жокаргы́ Кене́с (Верховный совет) Респу́блики Каракалпакста́н (каракалп. Qaraqalpaqstan Respublikası Joqarǵı Keńesi, узб. Qoraqalpog‘iston Respublikasi Jo‘korg‘i Kengesi) — высший государственный представительный орган власти Республики Каракалпакстан (в составе Узбекистана), осуществляющий законодательную власть.

## Порядок деятельности и полномочия
Жокаргы Кенес был создан на основании Конституции Каракалпакстана и Конституционного Закона «О Жокаргы Кенесе Республики Каракалпакстан», который является правовой основой его деятельности. Состоит из депутатов, избираемых по территориальным избирательным округам на многопартийной основе сроком на 5 лет. Правом быть избранным в Жокаргы Кенес обладают граждане Каракалпакстана, достигшие ко дню выборов 25 лет.
К исключительным полномочиям Жокаргы кенеса относятся: принятие Конституции и законов Каракалпакстана, внесение в них изменений и дополнений, избрание председателя Жокаргы кенеса — высшего должностного лица Республики Каракалпакстан и председателя Совета министров, назначение и освобождение от должности заместителей председателя Совета министров и членов Совета министров Каракалпакстана, образование и упразднение министерств и других государственных органов, прокурора Республики, судей районных и городских судов, председателя Государственного комитета Республики Каракалпакстан по охране природы, принятие государственных программ экономического и социального развития, утверждение бюджета и контроль над его исполнением, законодательное регулирование вопросов административно-территориального устройства.

## Председатель Жокаргы Кенеса
Председатель Жокаргы Кенеса является высшим должностным лицом Республики Каракалпакстан. Избирается из числа депутатов, путём тайного голосования на срок полномочий Жокаргы Кенеса, не более чем на два срока подряд. Председатель Жокаргы Кенеса обеспечивает взаимодействие высших органов законодательной и исполнительной власти Каракалпакстана, организует контроль над исполнением законов и постановлений, по согласованию с Президентом Республики Узбекистан представляет Жокаргы Кенесу кандидатуру на должность Председателя Совета Министров, по представлению Председателя Совета Министров назначает и освобождает от должности хакимов районов и городов с последующим утверждением их соответствующими Советами народных депутатов, представляет Жокаргы Кенесу по согласованию с Президентом Республики Узбекистан кандидатуры на должности председателей и судей Верховного Суда Каракалпакстана по гражданским делам, Верховного Суда Каракалпакстана по уголовным делам, Хозяйственного Суда Каракалпакстана, а также судей районных и городских судов, осуществляет общее руководство Жокаргы Кенесом и организует его работу.
Председатель может быть отозван Жокаргы Кенесом в случае нарушения им Конституции и законов Каракалпакстана, решением не менее двух третей голосов от общего числа депутатов, по инициативе одной третьей части депутатов с учетом заключения Комитета конституционного надзора Республики Каракалпакстан. Председатель может сложить свои полномочия по личному заявлению, и, в случае, если он не может исполнять свои обязанности по состоянию здоровья, что должно быть подтверждено заключением Государственной медицинской комиссии, образуемой Жокаргы Кенесом. В этом случае решение о сложении полномочий Председателя принимается большинством голосов от общего числа депутатов. Выборы нового Председателя должны быть проведены в десятидневный срок.

## История
Первые выборы депутатов Жокаргы кенеса были проведены 25 декабря 1994 года, одновременно с выборами в Олий мажлис Республики Узбекистан. В выборах приняли участие 172 кандидата из Народно-демократической партии Узбекистана и местных представительских органов, претендовавших на 86 депутатских мест. По результатам первого тура голосования были избраны 75 депутатов от 75 избирательного округа, в 11 избирательных округах 22 января 1995 года были проведены повторные выборы.
По окончательным результатам выборов были зарегистрированы блок из 43 депутатов от представительских органов и 41 депутат от Народно-демократической партии.

## Главы

### Центральный Исполнительный Комитет Кара-Калпакской АССР, председатели
1. 30.5.1932 — 1933 Нурмухамедов, Коптилеу (1903 — 1938)
2. 1933 — 24.7.1938 Сапаров, Нурум (− 1946)

### Верховный Совет Кара-Калпакской — Каракалпакской АССР, председатели Президиума
1. 24.7.1938 — 1941 Бекназаров, Пиримбет
2. 1941 — 1955 Джуманазаров, Матеке (1906 — 1966)
3. 1955 — 1956 Жапаков, Науруз (1914 — 1975)
4. 1956 — 1960 Джуманазаров, Матеке  (1906 — 1966)
5. 1960 — 1978 Ешимбетов, Давлет (1913 —)
6. 1978 — 1985 Рзаев, Камал (1932 — 1995)
7. 1985 — 1990 Ешимбетова Турсун Алламбергеновна[3]

## Председатель Жокаргы кенеса
1. Ешимбетова Турсун Алламбергеновна 1990 — 2.1991
2. Шамшетов, Даулетбай Нуратдинович 2 — 11.1991
3. Аширбеков, Уббинияз Аширбекович[4][5] (1992 —  1997)
4. Камалов, Тимур Камалович (июль 1997 — 3 мая 2002)[6]
5. Ерниязов, Муса Тажетдинович (3 мая 2002 — 31 июль 2020)
6. Камалов, Мурат Каллибекович (02.10.2020[7] — 26.08.2022)
7. Орынбаев, Аманбай Тлеубаевич (26.08.2022)

## Список депутатов
1. Орынбаев Аманбай Тлеубаевич
2. Сапарбаев Рустам Турсынбаевич
3. Утамбетов Дуйсенбай Уснатдинович
4. Реймова Зухра Абатбаевна
5. Курбаниязов Дауытбай Калбаевич
6. Отемисов Шарапат Жангабаевич
7. Айтжанов Пахратдин Юлдашевич
8. Реимбаев Адилбек Рузимухаммадович
9. Отемуратов Байрамбай Пердебаевич
10. Айымбетова Гулхатша Аймановна
11. Каипбергенов Батырбек Тулепбергенович
12. Реймов Ахмед Мамбеткаримович
13. Сидиқов Баходиржон
14. Бекчанов Джурабек
15. Баймуратов
16. Ахмедов Яхшимурат
17. Атаниязова Орал Аминовна
18. Ешмуратов Куандик Отебаевич
19. Шымбергенов Мурат Адилбаевич
20. Данияров Абатбай Сапарбаевич
21. Камалов Мурат Каллибекович
22. Бекбергенов Орынбай Досбергенович
23. Палуанова Зухра Дарибаевна
24. Каленова Венера Дуйсенбаевна
25. Рузметова Табассумхон Бекбергеновна
26. Романов Тажибай Ниетуллаевич
27. Утениязова Алтынгул Палўановна
28. Омирова Анджела Курбанбаевна
29. Жалменов Улыкбек Абылаевич
30. Каримов Кенес Айтмуратович
31. Абдуллаева Завра Ибадуллаевна
32. Гичгелдиева Саят Гайыповна
33. Матниязова Айша Атаниязовна
34. Ешимбетов Халилла Бекимбетович
35. Ходжамуратов Комилжон Джумабаевич
36. Имамова Сайёра Якуббаевна
37. Хўжамуратова Санобар Исмаиловна
38. Халилаев Фахратдин Садуллаевич
39. Хасилов Хуснутдин Нуритдинович
40. Ибрагимов Бахытжан Жарылқапович
41. Айтеков Батыр Қаниязович
42. Утамбетова Бибихан Калбаевна
43. Матякубова Назира Тохтабаевна
44. Аллабергенова Урингул Тухтабаевна
45. Ирисбекова Каммуна Наринбаевна
46. Ким Виталий Яковлевич
47. Мамбеткадыров Руслан Алимбаевич
48. Аитбаева Дилорам Ибадуллаевна
49. Бабаджанов Закиржан Самандарович
50. Исакулов Дадажон Айнакулович
51. Даулетназарова Рая Курбанбаевна
52. Кадиров Камилжан Кадирович
53. Гаипов Мурат Хожабаевич
54. Ещанов Суйеубай Алиевич
55. Наурызов Калбай Тогаевич
56. Давлетов Атабек Ильхамович
57. Абдиназимов Шамшетдин Нажимович
58. Мустафоев Улугбек Мавлонович
59. Зоркина Галина Александровна[8]